# Скільки ти коштуєш?
«Скільки ти коштуєш?» (фр. Combien tu m'aimes ?, досл. «наскільки ти мене кохаєш?») — французька кінокомедія 2005 року, знята режисером Бертраном Бліє. У головних ролях: Моніка Беллуччі, Бернар Кампан і Жерар Депардьє.

## Сюжет
Паризький клерк Франсуа виграє в лотерею велику суму і на радощах іде до бару на площі Пігаль, де пропонує сто тисяч євро на місяць повії Данієлі, щоб та жила з ним, доки в нього не закінчаться гроші. Данієла залишається з ним на вісім днів.

## У ролях
- Моніка Беллуччі — Даніела
- Бернар Кампан — Франсуа
- Жерар Депардьє — Чарлі
- Жан-П'єр Дарруссен — Андре
- Фаріда Рауадж — сусідка
- Сара Форестьє — Мюге
- Франсуа Роллен — роль другого плану
- Едуар Баер — роль другого плану
- Міхаель Абітебуль — роль другого плану
- Мішель Вюйєрмоз — роль другого плану
- Фаб'єнна Шода — роль другого плану
- Томас Бадек — роль другого плану
- Бруно Абраам-Кремер — роль другого плану
- Бертран Бліє — роль другого плану
- Жан Барні — роль другого плану
- Батист Руссійон — роль другого плану
- Жан Делл — роль другого плану
- Венсан Немет — роль другого плану
- Сейді Лопес — роль другого плану

## Знімальна група
- Режисер — Бертран Бліє
- Сценарист — Бертран Бліє
- Оператор — Франсуа Катонне
- Композитори — Вінченцо Белліні, Джакомо Пуччіні, Джузеппе Верді
- Художник — Франсуа де Ламот
- Продюсери — Крістін де Жекель, Олів'є Дельбоск, Марк Міссоньє